# غولد بيتش (إنزال النورماندي)
غولد، المعروف باسم غولد بيتش، كان الاسم الرمزي لإحدى المناطق الخمس التي غزاها الحلفاء في فرنسا المحتلة من قبل ألمانيا ضمن عمليات إنزال النورماندي في 6 يونيو 1944، خلال الحرب العالمية الثانية. تقع غولد، وسط المناطق الخمس، بين بورت-إن-بيسين في الغرب وليو-دي لا ريفيير في فير-سور-مير في الشرق. تشير المنحدرات العالية في الطرف الغربي من المنطقة إلى أن عمليات الإنزال وقعت في الجزء المسطح بين لو هامل ولا ريفيير، في القطاعين اللذين يحملان الاسم الرمزي جيغ وكينغ. وقعت مسؤولية الاستيلاء على غولد على عاتق الجيش البريطاني، بجانب توفير النقل البحري، وإزالة الألغام، وتقديم قوة قصف بحرية من البحرية الملكية بالإضافة إلى عناصر من القوات البحرية الهولندية والبولندية وقوات بحرية أخرى للحلفاء.
تمثلت الأهداف في غولد في تأمين رأس جسر، والتحرك غرباً للاستيلاء على آرومانش وإقامة اتصال مع القوات الأمريكية في أوماها، والاستيلاء على بايو والميناء الصغير في بورت-إن-بيسين، والاتصال بالقوات الكندية في جونو شرقاً. واجهت القوات التي هاجمت غولد عناصر من فرقة المشاة 352 وفرقة المشاة 716 الألمانيتين. تمركز حوالي 2000 رجل في المنطقة المجاورة. خضعت التحصينات على طول ساحل نورماندي لعدة تحسينات تحت قيادة فيلد مارشال إرفين رومل ابتداءً من أكتوبر 1943.
في يوم الإنزال في غولد، بدأ القصف البحري في الساعة 05:30، وبدأت عمليات الإنزال البرمائي في الساعة 07:25. جعلت الرياح العاتية الظروف صعبة لمركبات الإنزال، ونزلت دبابات دي دي البرمائية بالقرب من الشاطئ أو مباشرة على الشاطئ بدلاً من الخروج كما هو مخطط لها. حُيدت ثلاثة من المدافع الأربعة في الدشمة الكبيرة في بطارية لونغ سور-مير من خلال الضربات المباشرة من الطرادين أجاكس وأرغونوت في 06:20. استأنف المدفع الرابع إطلاق النار بشكل متقطع في فترة ما بعد الظهر، واستسلمت الحامية في 7 يونيو. فشلت الهجمات الجوية في ضرب نقطة لو هامل القوية، والتي كانت كواتها تواجه الشرق لتوفير رماية جانبية على طول الشاطئ وكان لها جدار خرساني سميك على الجانب المواجه للبحر. استمر مدفعها عيار 75 ملم في إلحاق الضرر حتى الساعة 16:00، عندما أطلقت دبابة مدرعة تابعة لسلاح المهندسين (AVRE) قنبلة بيتارد كبيرة على مدخلها الخلفي. تم تحييد دشمة مكمن ثانية في لا ريفيير تحوي مدفع عيار 88 ملم بواسطة دبابة في الساعة 07:30.
في هذه الأثناء، بدأ المشاة في تطهير المنازل المحصنة بشدة على طول الشاطئ وتقدموا نحو أهداف في الداخل. تقدم المغاوير البريطانيون بقيادة كتيبة المغاوير رقم 47 (من البحرية الملكية) نحو بورت-إن-بيسين واستولت عليها في 7 يونيو في معركة بورت-إن-بيسين. على الجانب الغربي، استولت الكتيبة الأولى، من فوج هامبشاير على أرومانش (الموقع المستقبلي لأحد موانئ مالبيري الاصطناعية)، وأجرى لواء المشاة 69 على الجانب الشرقي اتصالات مع القوات الكندية في جونو. تلقى رقيب الشركة الرائد ستانلي هوليس وسام صليب فيكتوريا الوحيد الذي مُنح في يوم الإنزال تقديراً لأفعاله أثناء مهاجمة دشمتين في بطارية مونت فلوري. لم ينجح الاستيلاء على بايو حتى اليوم التالي، نتيجة المقاومة الشديدة التي أبدتها فرقة المشاة 352 الألمانية. تُقدر الخسائر البريطانية في غولد بنحو 1000-1100، في حين أن الخسائر الألمانية مجهولة.

## خلفية تاريخية

### عملية أفرلورد

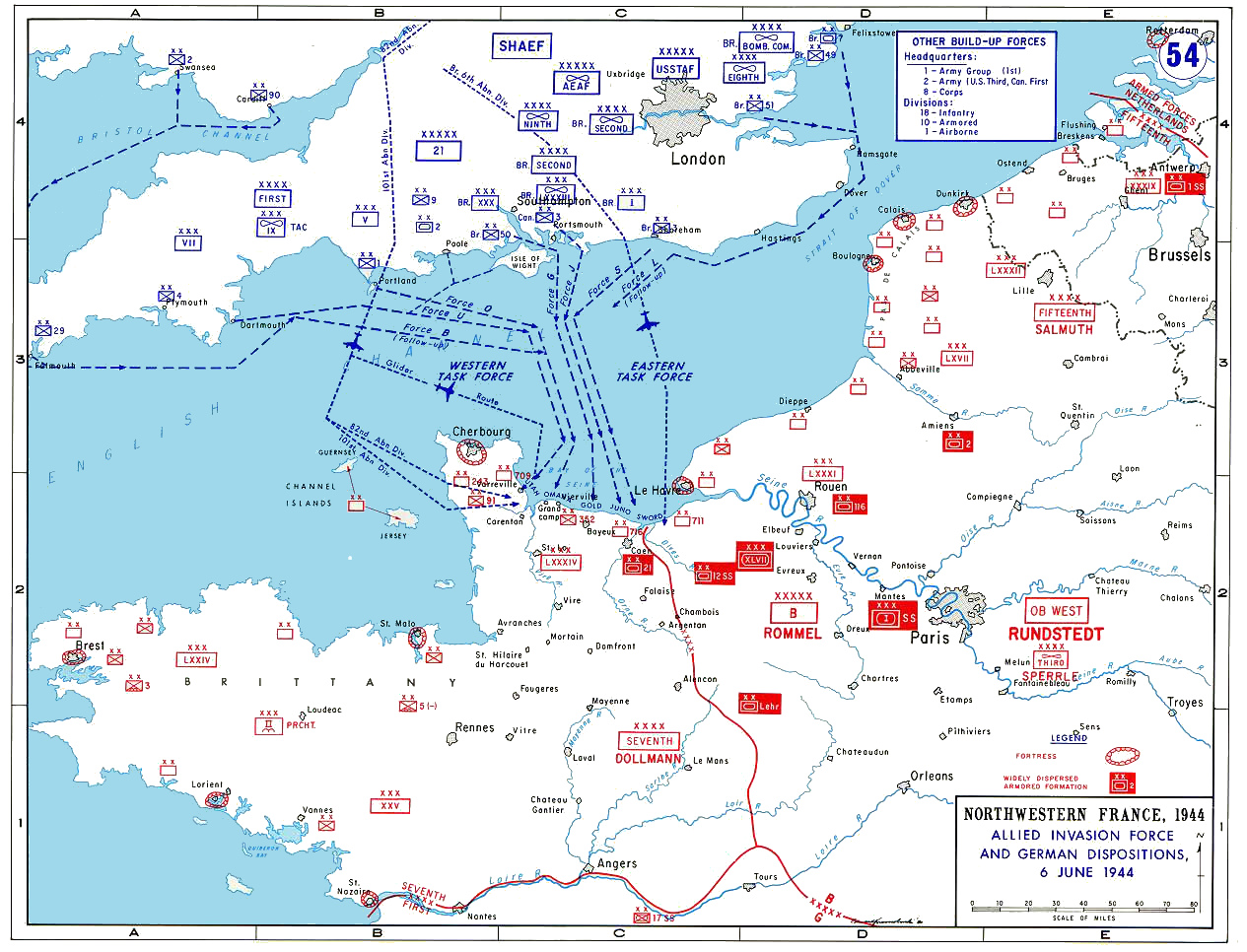
خطط غزو الحلفاء والاستعدادات الألمانية في النورماندي

بدأ الزعيم السوفيتي جوزيف ستالين في الضغط على الحلفاء من أجل إنشاء جبهة ثانية في أوروبا الغربية، عقب غزو الألمان للاتحاد السوفيتي في يونيو 1941. اتُخذ قرار شن غزو عبر القناة الإنجليزية لأوروبا القارية خلال العام الذي تلا مؤتمر ترايدنت، والذي عقد في واشنطن في مايو 1943. خطط الحلفاء في البداية لشن الغزو في 1 مايو 1944، وقُبلت مسودة الخطة في مؤتمر كيبيك في أغسطس 1943. عُين الجنرال دوايت أيزنهاور قائداً لقوة الاستطلاع التابعة للقيادة العليا للحلفاء (SHAEF). بينما عُين الجنرال برنارد مونتغمري قائداً لمجموعة الجيش الحادي والعشرين، والتي تضم جميع القوات البرية المشاركة في الغزو.

## الاستشهادات
1. ↑  Ford & Zaloga 2009، صفحة 9.
2. ↑  Ford & Zaloga 2009، صفحة 11.
3. ↑  Wilmot 1997، صفحة 170.
4. 1 2  Gilbert 1989، صفحة 491.
5. ↑  Whitmarsh 2009، صفحات 12–13.

## للمزيد من القراءة
كتب
- Ambrose، Stephen (1993). D-Day June 6, 1944: The Climactic Battle of World War II. New York: Simon & Schuster. ISBN:978-0-671-67334-5. مؤرشف من الأصل في 2022-05-13.
- Converse، Allan (2011). Armies of Empire: The 9th Australian and 50th British Divisions in Battle, 1939–1945. Port Melbourne, Victoria: Cambridge University Press. ISBN:978-0-521-19480-8.
- Holborn، Andrew (2015). The D-Day Landing on Gold Beach: 6 June 1944. London; New York: Bloomsbury. ISBN:978-1-4411-3817-0.
- Ryan، Cornelius (1959). The Longest Day: June 6, 1944  [لغات أخرى]‏. New York: Simon & Schuster. OCLC:1175409.

أطروحات
- Holborn، Andrew (2010). The 56th Infantry Brigade and D-day: An Independent Infantry Brigade and the Campaign in North-West Europe 1944–1945. Bloomsbury Studies in Military History. London: Continuum. ISBN:978-1-441-11908-7. OCLC:1441119086. مؤرشف من الأصل في 2014-04-10. اطلع عليه بتاريخ 2014-12-19.
- Williams، E. R. (2007). 50 Div in Normandy: A Critical Analysis of the British 50th (Northumbrian) Division on D-Day and in the Battle of Normandy (MMAS). Fort Leavenworth: Army Command and General Staff College. OCLC:832005669. مؤرشف من الأصل في 2023-02-02.

## وصلات خارجية
- Gold Beach: history and pictures نسخة محفوظة 13 مايو 2017 على موقع واي باك مشين.
- Gold Beach: 60 Years On